# 坂爪亮介
坂爪亮介（日语：／ Sakazume Ryōsuke，1990年3月21日—），日本男子短道速滑运动员，2017年亚洲冬季运动会男子5000米接力铜牌得主、2018年世界短道速滑锦标赛男子5000米接力铜牌得主。